# Lukou (sockenhuvudort i Kina, Jiangxi Sheng, lat 29,08, long 114,09)
Lukou är en sockenhuvudort i Kina. Den ligger i provinsen Jiangxi, i den sydöstra delen av landet, omkring 180 kilometer väster om provinshuvudstaden Nanchang. Antalet invånare är 14 328. Befolkningen består av 7 293 kvinnor och 7 035 män. Barn under 15 år utgör 25,0 %, vuxna 15-64 år 67 %, och äldre över 65 år 7,0 %.
Runt Lukou är det ganska tätbefolkat, med 160 invånare per kvadratkilometer. Närmaste större samhälle är Zhajin, 16,3 km sydost om Lukou. I omgivningarna runt Lukou växer i huvudsak blandskog.
Genomsnittlig årsnederbörd är 2 181 millimeter. Den regnigaste månaden är maj, med i genomsnitt 349 mm nederbörd, och den torraste är januari, med 56 mm nederbörd.